# ABOBAゲーム
『ABOBAゲーム』（アボバゲーム）は、1984年10月10日から1985年9月4日までテレビ朝日系列で放送されていた朝日放送製作のクイズ番組・ゲーム番組である。

## 概要
ABO式血液型別に分けられた芸能人解答者4人がチームを組み（A型チーム、B型チーム、O型チーム、AB型チーム）、そのうちの2チームがクイズとゲームで対決するという形式で進行。司会はみのもんた（A型）が務めていた。
司会席および解答席のネームプレートには、名前と血液型が記されていた（司会のみのの場合、「みのもんた (A)」と表記）。収録は、当時同系列局で放送されていた『象印クイズ ヒントでピント』に似たスタジオセットで行われていた。
放送時間は毎週水曜 19時00分 - 19時30分（日本標準時）。前番組『霊感ヤマカン第六感』と同様のローカルセールス番組で、関西地区では大阪ガスの一社提供で放送されていた｡
グッズとして缶バッジがあり、ABOBAの白ロゴ文字に自分の血液型の部分が赤く塗られていた（A型なら右端のA 、B型なら右から2番目のB、O型なら真ん中のO、AB型なら左端のABの部分が赤く塗られている）。

## 出演者
- 司会：みのもんた
- A型チーム解答者：苅谷俊介、北原佐和子、江木俊夫、清水由貴子、ロミ・山田、野々村真、柳沢純子、三遊亭楽太郎（後の六代目三遊亭円楽）
- B型チーム解答者：湯原昌幸、杉本哲太、鳥越マリ、伊藤克信
- O型チーム解答者：橘家圓蔵、白石まるみ、神保美喜、レツゴーじゅん（レツゴー三匹）、汀夏子、比企理恵、加納竜、月亭八方
- AB型チーム解答者：稲川淳二、小田かおる、川島なお美、すどうかづみ

## コーナー
オープニングクイズ
タレントの血液型を当てるクイズ。1対1の対戦形式で、司会者席に近い方の解答者から4問出題される。正解で1点。後にチームごとに1問ずつ出題され、解答はチームのメンバー全員で相談して行うようになった。正解で２点。
ABOBAメモ
オープニングクイズの後にある、血液型や血液そのものなどに関する情報を紹介するミニコーナー。クイズではない。
スター追跡クイズ
血液型からタレントの行動を当てるクイズ。記述問題で、正解者1人につき2点獲得。2択問題や、3択問題の場合もあった。
ABOBAコントクイズ
血液型別に行動を当てるクイズ。出演者はダウンタウン、ハイヒール、桂小枝。司会者席に近い方から出題される。3択問題で、正解につき2点獲得。
4ヒントゲーム
体の一部、近親者や子供の頃の写真などからタレントを当てるクイズ。早押しで答える。1枚目を開く前にみのが正解の人物の血液型と星座をヒントとして伝える｡1枚目で当てると4点で、2枚目以降は1点ずつ減る。4枚目は本人の顔写真を使用していた（連続写真が徐々に枚数が少なくなる、白黒逆転が徐々に反転される、バラバラに編集されたものが徐々に戻る、白黒逆転＋バラバラ等）。解答権は1人1回、不正解でその問題の解答権を失い、問題終了まで席を立つ｡
後に「1ヒントゲーム」となり、正解で2点獲得。
連想パネルマッチ
神経衰弱方式のクイズ。AからPの4×4の16枚の電動回転式のパネルが出され、各パネルの裏には絵や写真があり、「牛」と「善光寺」で諺の「牛に引かれて善行寺参り」、「飴」と「ムチ」で慣用句の「飴とムチ」、「ランプ」と「ローソク」で「火を使う照明器具」といった具合に、共通する・対になるパネルを当てる。正解で2点獲得となり続けて解答、間違えると相手チームに解答権が移動する。後期には、血液型が表記された有名人の写真が2枚あり、それを合わせると4点獲得できる。最後の2枚は、同時にめくられて終了することもあった。
イラストは、前番組『霊感ヤマカン第六感』から引き続き河村立司が担当した。
最終的に得点の高いチームが勝利。トロフィー授与となり、A型→赤、B型→黄、O型→青、AB型→緑のリボンがつけられる。同点の場合は両者優勝になり、両方に電飾が点灯し、トロフィーを両チームのキャプテンが支える形で終了。この時のリボンには、両チームの色がつけられていた。

## スタッフ
- 構成：池田幾三、秋田千吉、鶴田純也
- 音楽：奥村貢
- イラスト：河村立司
- 美術：高岡慎治、野村仁
- コンピューターソフト：池田裕司
- 取材協力：オムニビジョン、各務プロダクション
- 制作：高田佳一
- プロデューサー：森茂
- ディレクター：沖中進
- 制作協力：大阪東通
- 制作・著作：朝日放送

## 放送局
系列は放送当時のものを記載。
| 放送対象地域   | 放送局             | 系列                          | 放送日時           | 備考                                    |
| -------------- | ------------------ | ----------------------------- | ------------------ | --------------------------------------- |
| 近畿広域圏     | 朝日放送           | テレビ朝日系列                | 水曜 19:00 - 19:30 | 製作局 現・朝日放送テレビ               |
| 北海道         | 北海道テレビ       | テレビ朝日系列                | 水曜 19:00 - 19:30 |                                         |
| 宮城県         | 東日本放送         | テレビ朝日系列                | 水曜 19:00 - 19:30 |                                         |
| 秋田県         | 秋田テレビ         | フジテレビ系列 テレビ朝日系列 | 土曜 12:30 - 13:00 |                                         |
| 福島県         | 福島放送           | テレビ朝日系列                | 水曜 19:00 - 19:30 |                                         |
| 関東広域圏     | テレビ朝日         | テレビ朝日系列                | 水曜 19:00 - 19:30 |                                         |
| 新潟県         | 新潟テレビ21       | テレビ朝日系列                | 水曜 19:00 - 19:30 |                                         |
| 富山県         | 富山テレビ         | フジテレビ系列                | 水曜 11:00 - 11:30 | 1984年10月31日から1985年10月2日まで放送 |
| 福井県         | 福井テレビ         | フジテレビ系列                | 火曜 19:00 - 19:30 |                                         |
| 長野県         | テレビ信州         | 日本テレビ系列 テレビ朝日系列 | 水曜 19:00 - 19:30 |                                         |
| 静岡県         | 静岡けんみんテレビ | テレビ朝日系列                | 水曜 19:00 - 19:30 | 現・静岡朝日テレビ                      |
| 中京広域圏     | 名古屋テレビ       | テレビ朝日系列                | 水曜 19:00 - 19:30 |                                         |
| 広島県         | 広島ホームテレビ   | テレビ朝日系列                | 水曜 19:00 - 19:30 |                                         |
| 香川県・岡山県 | 瀬戸内海放送       | テレビ朝日系列                | 水曜 19:00 - 19:30 |                                         |
| 愛媛県         | テレビ愛媛         | フジテレビ系列                | 土曜 18:30 - 19:00 |                                         |
| 福岡県         | 九州朝日放送       | テレビ朝日系列                | 水曜 19:00 - 19:30 |                                         |
| 鹿児島県       | 鹿児島放送         | テレビ朝日系列                | 水曜 19:00 - 19:30 |                                         |
| 長崎県         | 長崎放送           | TBS系列                       | 土曜 13:30 - 14:00 |                                         |